# Taixing
Taixing (泰兴市S, TàixīngP) è una città-contea della Cina, situata nella provincia di Jiangsu e amministrata dalla prefettura di Taizhou.